# Dąbrówka (gmina)
Pour les articles homonymes, voir Dąbrówka.
La gmina Dąbrówka est un district administratif situé en milieu rural du powiat de Wołomin dans la voïvodie de Mazovie, dans le centre-est de la Pologne.
Son siège administratif (chef-lieu) est le village de Dąbrówka.
La gmina couvre une superficie de 109,05 km2 pour une population de 6 921 habitants en 2006.

## Hidtoire
En 1975-1998, la gmina a été située dans la voïvodie d'Ostrołęka.

## Géographie
La gmina de Dąbrówka inclut les villages de :

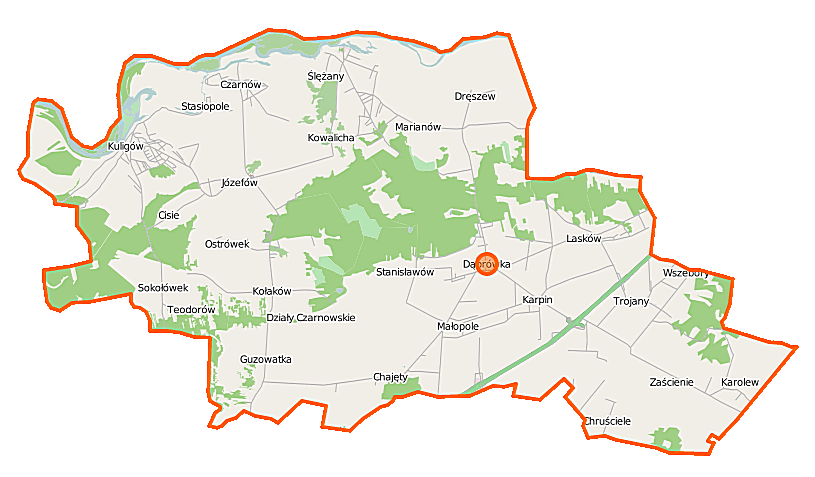
Plan de la gmina

- Chajęty
- Chruściele
- Cisie
- Czarnów
- Dąbrówka
- Dręszew
- Działy Czarnowskie
- Guzowatka
- Józefów
- Karolew
- Karpin
- Kołaków
- Kowalicha
- Kuligów
- Lasków
- Ludwinów
- Małopole
- Marianów
- Ostrówek
- Ślężany
- Sokołówek
- Stanisławów
- Stasiopole
- Teodorów
- Trojany
- Wszebory
- Zaścienie

### Gminy voisines
La gmina de Dąbrówka est voisine des gminy de :
- gmina Klembów
- gmina Radzymin
- gmina Somianka
- gmina Tłuszcz
- gmina Wyszków
- gmina Zabrodzie

## Structure du terrain
D'après les données de 2002, la superficie de la commune de Dąbrówka est de 109,05 km2, répartis comme telle :
- terres agricoles : 71 %
- forêts : 20 %

La commune représente 11,41 % de la superficie du powiat.

## Démographie
Données du 30 juin 2004 :
| Description        | Total  | Total | Femmes | Femmes | Hommes | Hommes |
| ------------------ | ------ | ----- | ------ | ------ | ------ | ------ |
| Unité              | Nombre | %     | Nombre | %      | Nombre | %      |
| Population         | 3 189  | 100   | 1 546  | 48,5   | 1 643  | 51,5   |
| Densité (hab./km²) | 30,9   | 30,9  | 15     | 15     | 15,9   | 15,9   |